# Wiener Neustadt
Wiener Neustadt (pronunciación alemana: ˈviːnɐ ˈnɔʏʃtat) es una ciudad austríaca situada en el estado de Baja Austria al noreste del país. Se encuentra a 45 kilómetros de la capital, Viena. Se trata de una ciudad autogobernada y es la sede de la administración del distrito de Wiener Neustadt-Land.

## Historia
El área perteneció al condado de Pitten, que había sido heredado por el Margrave Ottokar III de Estiria en 1158. Cuando la dinastía de los Ottokar desapareció con la muerte de su hijo Ottokar IV, el Ducado de Estiria pasó a pertenecer a la austríaca casa de los Babenberg, tal como se había acordado en el pacto de Georgenberg. El duque Leopoldo V de Austria fundó la ciudad en 1194 y financió la construcción de una fortaleza cerca del límite con Hungría con el rescate que había recibido por la liberación del rey inglés Ricardo I, a quien había capturado y encerrado en el castillo de Dürnstein previamente. En 1241, un pequeño escuadrón mongol atacó Neustadt durante la invasión mongola de Europa.
Wiener Neustadt, que significa Nueva Ciudad Vienesa, obtuvo importantes privilegios otorgados a la ciudad con el fin de que esta pudiese prosperar. Continuó formando parte de Estiria, que en la batalla de Marchfeld de 1278 cayó en manos de la casa de Habsburgo y en 1379 se convirtió en un ducado de la Austria Interior. En el siglo XV, la ciudad sufrió un crecimiento poblacional, debido a la instalación de Federico III de Habsburgo en el lugar y la posterior fundación de la diócesis de Wiener Neustadt en 1469.

## Demografía

### Población
| Gráfica de evolución demográfica de Wiener Neustadt entre 1869 y 2011 |
|                                                                       |

## Geografía
Wiener Neustadt se encuentra en las coordenadas 47°49′0″N 16°15′0″E / 47.81667, 16.25000.